# Lipie (powiat Świdwiński)
Lipie (Duits: Arnhausen) is een plaats in het Poolse district Świdwiński, woiwodschap West-Pommeren. De plaats maakt deel uit van de gemeente Rąbino en telt 150 inwoners.